# Brachypogon serratus
Brachypogon serratus är en tvåvingeart som först beskrevs av Lewis 1956.  Brachypogon serratus ingår i släktet Brachypogon och familjen svidknott.
Artens utbredningsområde är Connecticut. Inga underarter finns listade i Catalogue of Life.